# Guibemantis punctatus
Guibemantis punctatus is een kikker uit de familie gouden kikkers (Mantellidae). De soort werd voor het eerst wetenschappelijk beschreven door Rose Marie Antoinette Blommers-Schlösser in 1979. De soort behoort tot het geslacht Guibemantis.

## Leefgebied
De kikker is endemisch in Madagaskar. De soort komt vooral voor in het noordoosten van het eiland maar kan ook worden aangetroffen in het zuidoosten en het Centraal Hoogland. De soort leeft op een hoogte tot de 1500 meter boven zeeniveau.

## Beschrijving
Mannetjes hebben een lengte van 23 tot 25 millimeter, vrouwtjes zijn groter. De rug varieert van olijfgroen tot lichtbruin met daarop donkere vlekjes. De buik is wittig en de huid is glad.

## Synoniemen
- Mantidactylus punctatus Blommers-Schlösser, 1979